# Real de San Vicente (kommun i Spanien)
Real de San Vicente är en kommun i Spanien.   Den ligger i provinsen Toledo och regionen Kastilien-La Mancha, i den centrala delen av landet, 90 km väster om huvudstaden Madrid. Antalet invånare är 1 097.